# Kathleen Vereecken
Kathleen Vereecken (Gent, 14 december 1962) is een Belgische schrijfster voor kinderen, jeugd en volwassenen (fictie en non-fictie). 

## Leven
Kathleen werd als oudste dochter geboren in een gezin van vier kinderen. Ze volgde een lerarenopleiding Nederlands-Engels, ging daarna aan de slag als administratief medewerkster en werd freelance journaliste.  

## Werk
Vereecken debuteerde in 1993 met Het raadsel in het fluisterbos naar aanleiding van een jeugdboekenwedstrijd. Ze won In 1994 de eerste prijs in de Cursiefjeswedstrijd van de Vlaamse club voor Kunsten, Wetenschappen en Letteren. Haar doorbraak kwam er na Alle kleuren grijs (1997) dat op de longlist van de Gouden Uil werd geplaatst net zoals als haar volgende boek Kleine Cecilia (1999). 
Kathleen Vereecken schrijft hoofdzakelijk over historische thema’s in haar boeken. 
Ze schrijft onder meer over een dwergmeisje dat door haar ouders verkocht wordt aan het circus (Kleine Cecilia), over de vriendschap tussen een blanke plantersdochter en een zwarte slavin ten tijde van de Amerikaanse burgeroorlog (Lara en Rebecca) en over het denkbeeldige leven van een te vondeling gelegde zoon van Rousseau (Ik denk dat het liefde was). In Alles komt goed, altijd (2018) zoomt ze in op de wereld van een Iepers meisje tijdens de Grote Oorlog. Zowel Ik denk dat het liefde was als Alles komt goed, altijd werden meermaals bekroond, oa met de Boekenleeuw. In haar boeken geeft ze heel wat historische informatie, wat ze combineert met psychologisch sterk uitgewerkte personages, een nauwkeurige verhaalopbouw en een beeldende en zintuiglijke taal.
Behalve verhalen, schrijft Kathleen Vereecken ook non-fictie voor kinderen. Ze heeft onder meer boeken over het broeikaseffect, over heksen en over Barack Obama gemaakt.
In 2016 kwam ‘haar’ uit, haar eerste roman voor volwassenen. 
In het najaar van 2022 verscheen Margriete. In deze tweede roman voor volwassenen kruipt ze in de huid van een middeleeuwse vrouw, de onbekende zus van Jan en Hubert van Eyck, en biedt zo een vrouwelijke blik op de geschiedenis van het Lam Gods en Gent in de late middeleeuwen.

### Boeken
- Het raadsel in het fluisterbos, Standaard Uitgeverij, 1993
- Gewoon vrienden, Standaard Uitgeverij, 1994
- Morgen word ik heks, Standaard Uitgeverij, 1995
- Alle kleuren grijs, Standaard Uitgeverij, 1997
- Kleine Cecilia, Querido, 1999
- Wreed schoon, Querido, 2001
- Kunnen heksen, heksen, Querido, 2002
- Lara & Rebecca, Querido, 2006
- Kippenvel op je huid en vlinders in je buik, Lannoo, 2006
- Het broeikasteffect, Lannoo, 2007
- Minaressen, Davidsfonds, 2008
- Obama, Lannoo, 2009
- Ik denk dat het liefde was, Lannoo, 2009
- Schaduwmoeder, Van Halewyck, 2011
- Zijdeman, Lannoo, 2013
- Ik heet Jan en ik ben niets bijzonders, Lannoo, 2014
- Haar, Polis, 2016
- Alles komt goed, altijd, Lannoo, 2018
- Het grote heksenboek, Lannoo, 2021
- Margriete, De Geus, 2022

## Bekroningen
- 2010: Boekenleeuw voor Ik denk dat het liefde was
- 2011: De Kleine Cervantes voor Ik denk dat het liefde was
- 2012: Prijs Letterkunde van de provincie Oost-Vlaanderen voor Ik denk dat het liefde was
- 2019: Woutertje Pieterse Prijs voor Alles komt goed,  altijd
- 2019: Boekenleeuw  voor Alles komt goed,  altijd[1]
- 2022: Gustav-Heinemann-Friedenspreis voor Alles komt goed, altijd

- Digitale Bibliotheek voor de Nederlandse Letteren: vere026
- Gemeinsame Normdatei: 13405427X
- International Standard Name Identifier: 0000 0003 6919 3974
- Library of Congress Control Number: no2016097663
- Nationale Bibliotheek van Letland: 000262001
- Nederlandse Thesaurus van Auteursnamen: 106490435
- Virtual International Authority File: 264302600
- WorldCat: E39PBJtRHvkjhHgR3JpB49rjG3